# Тася
Тася (справжнє ім’я Тарас Васильович Дідух, нар. 3 грудня 1988, Львів) — український музикант, репер, співак і автор текстів. Учасник хіп-хоп гурту ALCO Brothers та творчого об’єднання «Братське Коло». З 2021 року учасник хіп-хоп колективу BOTASHE разом з Білим Бо та Шершнем.

## Життєпис
Тарас Дідух народився 3 грудня 1988 року у місті Львів. В 6 років мама відала Тараса навчатись гри на фортепіано у музичній школі. Хлопець навчався там три роки, та захоплення футболом на той час перемогло і музику він залишив. У 9 класі разом з друзями пробували створювати музику та записувати пісні. Гурт називався SyndykaT family. Згодом один учасник пішов з гурту і назву скоротили ST family (Павло і Тарас). Невдовзі львівський репер Гура запропонував хлопцям зробити спільний трек. Пісня називалась “Компліменти”. Трек тоді отримав підтримку слухачів і хлопці вирішили продовжувати співпрацю. Так і виник гурт ALCO Brothers. Серед найвідоміших пісень: «Все бачать небеса», «Написала б» та інші. «ALCO brothers» брали участь у проєкті «СВІЖА КРОВ» на М1.
В кінці 2011 року вийшла друга відеоробота спільно з Боудя на пісню «Правда», а вже 2015, перша сольна пісня Тасі — Молодість. ALCO Brothers виступали у різних містах на Заході України.У 2013 Тася відкрив власну студію звукозапису. Там колектив і записував свої пісні. Цього ж року гурт презентував перший альбом «Більше, ніж просто слова…» у складі гурту був Тася, Domani та Гура. Презентація відбулась у клубі Mix, яку відвідали близько 200 глядачів.
У листопаді 2021 року, разом з Білим Бо і Шершнем, створили гурт BOTASHE. 7 березня 2022 року відбувся реліз пісні «ПНХ». Це перший трек, який музиканти презентували після початку повномасштабного вторгнення. Сингл став своєрідним мемом, який підкреслював незламність духу та гумор українців навіть у важкі часи. У листопаді 2022 року у Львові, в клубі Fest Republic, відбувся перший сольний концерт гурту, котрий відвідали понад 400 людей. Усі виручені гроші музиканти передали на підтримку ЗСУ. У вересні 2023 року учасники гурту організували благодійний фестиваль Lemberg Music Festival разом з львівським лейблом Клекіт. Це перший фестиваль, який відбувся у Львові, де велика кількість реп-артистів об'єдналися з благодійною метою. Під час заходу зібрали 306 000 грн. Гроші передали на потреби воїнів.
Також Тася є учасником творчого об'єднання «Bratske kolo» Паралельно з тим співак презентує спільні пісні разом з Томмі Версетті.

## Особисте життя
У 2017 році одружився з Наталею Дідух. У 2018 році у них народилась донька Мілана.

## Сингли
- Давай втечем
- Молодість
- Без неї
- Відірватись на 100%
- Хто якщо не ти
- Там де горизонт (за уч. Білий Бо)
- Ти мені дуже (за уч. Томмі Версетті та Laud)
- Барвами (за уч. Томмі Версетті)